# Rosemarie Schmitt

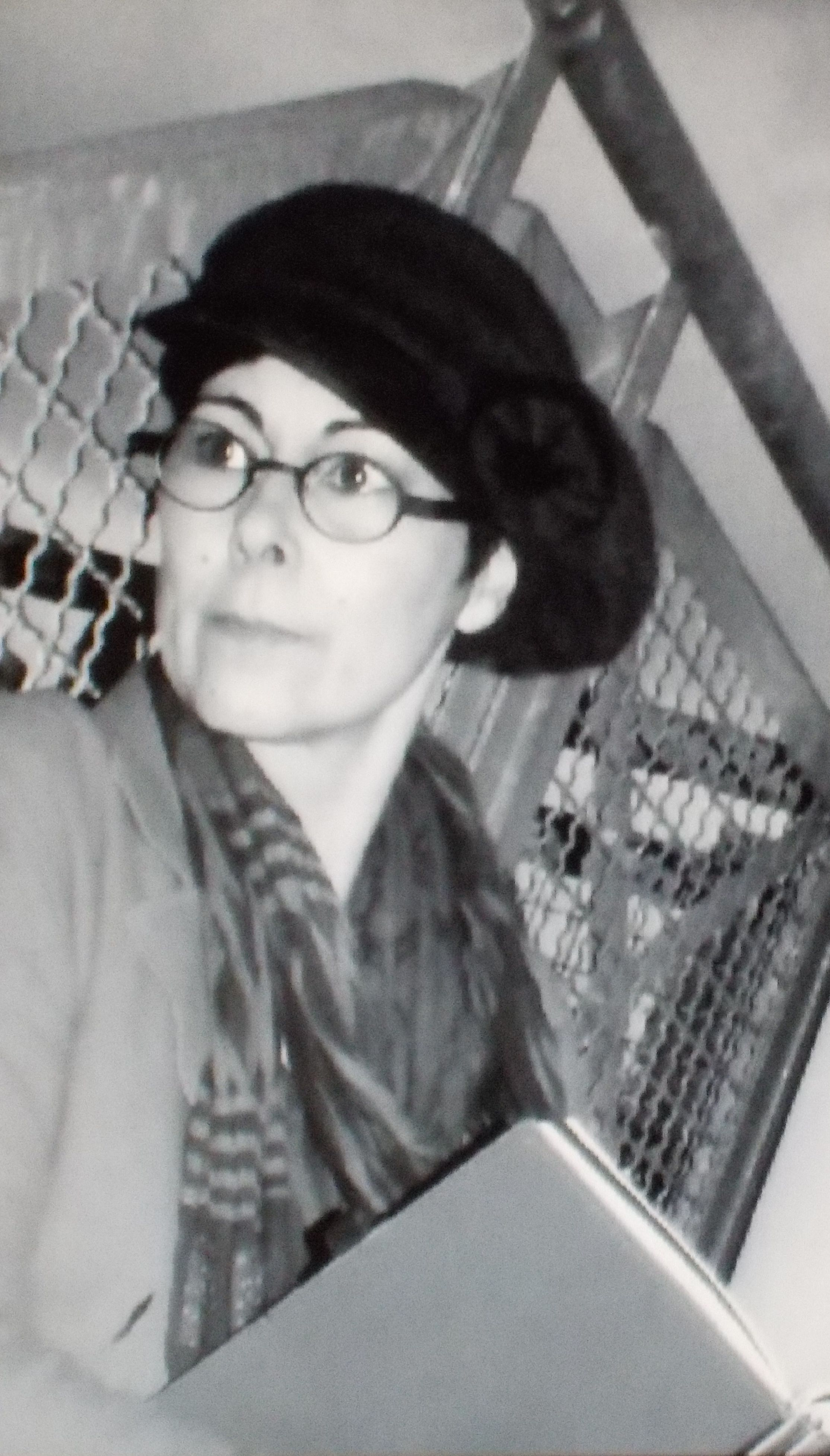
Rosemarie Schmitt (2015)

Rosemarie Schmitt, auch Rosemarie Schmitt-Wyrwall (* 10. August 1960 in Trier) ist eine deutsche Schriftstellerin.

## Leben und Werk
Rosemarie Schmitt wuchs in der Kylltalgemeinde Kordel auf. Nach ihrer Ausbildung zur Musikalienhändlerin lebte sie einige Jahre in Luxemburg. Inzwischen ist die Schriftstellerin in Wittlich beheimatet und hat drei erwachsene Kinder. Sie ist Mitglied im Literaturwerk Rheinland-Pfalz und freie Mitarbeiterin des Ressorts Kultur bei der Trierer Lokalzeitung Trierischer Volksfreund.
Neben Publikationen für Zeit Online, Kolumnen, Rezensionen und Essays erschienen ihre Kurzgeschichten in Anthologien und wurden mehrfach ausgezeichnet. 2015 erschien ihr Debüt-Roman Herr Jonathan … Herr Jonathan (unbeabsichtigte Erkenntnisse eines ehemaligen Bibliothekars).
Im Jahr 2024 wurde sie mit dem Spacenet Award in der Kategorie Bild ausgezeichnet.

## Publikationen

### Kurzprosa
- Als es begann ... das Wochenende. In: Bettina und Lutz Haubold (Hrsg.): Als es begann ... Texte des Schreibwettbewerbs 2009 von Schreibfeder.de / Verlag deutex Berlin 2009, ISBN 978-3-9810924-8-6.
- Eine rechtzeitige Verspätung. In: Kunstpreis 2009 von LOTTO Rheinland-Pfalz (Hrsg.), Kurzgeschichten und Lyrik gegen das Wegschauen, „Helfen“.
- ... und du bist weg. In: Kunstpreis 2010 von LOTTO Rheinland-Pfalz (Hrsg.), Kurzgeschichten und Lyrik zum 90. Geburtstag von Fritz Walter.
- Irgendwo, weit weg ... In: Hans Greis und Erwin Otto (Hrsg.): Literamus Band 37, Literarisch-Musische Gesellschaft Trier, Wissenschaftlicher Verlag Trier 2010, ISBN 978-3-86821-229-7.
- Der Kuss. In: Hans Greis und Erwin Otto (Hrsg.): Literamus Band 37, Literarisch-Musische Gesellschaft Trier, Wissenschaftlicher Verlag Trier 2010, ISBN 978-3-86821-229-7.
- Sebastian. In: Hans Greis und Erwin Otto (Hrsg.): Literamus Band 38, Literarisch-Musische Gesellschaft Trier, Wissenschaftlicher Verlag Trier 2011, ISBN 978-3-86821-318-8.
- In einem Café in der Nähe des Trierer Theaters. In: Monika Böss, Gabriele Keiser (Hrsg.): Schreiborte – wo Literatur entsteht. Rhein-Mosel-Verlag, Zell/Mosel 2013, ISBN 978-3-89801-825-8.
- Auch das hätte sie mir niemals zugetraut. In: Ellen Roemer (Hrsg.), Und niemand glaubt an mich?!, Anthologie zum 5. Brüggener Literaturherbst, Geest-Verlag, Vechta 2014, ISBN 978-3-86685-480-2.

### Roman
- Herr Jonathan ... (unbeabsichtigte Erkenntnisse eines ehemaligen Bibliothekars). S.MO-Verlag, Kordel 2015, ISBN 978-3-940760-68-5.
- Ruhet sanft, gefälligst! Buchschmiede, Großebersdorf 2022, ISBN 978-3-99139-403-7.